# 座金

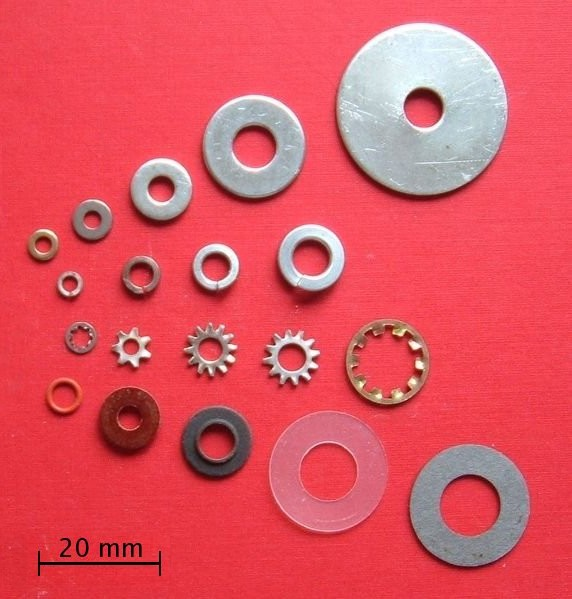
様々な座金: 平座金、ばね座金、歯付き座金、絶縁座金

座金（ざがね）とは、ボルトとナットを締め付ける際にナットの下に入れておきこれらの固着具と部材との間のなじみをよくしたり、ナットの回転を防止するために用いられる薄い金属板状の部品。ワッシャー（英: washer）とも呼ばれる。ねじの径に対応して規格化されている。軸に挿入されるカラーのうち幅の狭いものも形状が似ているため同様に呼ばれることがある。

## 用途

### 座面の保護
被締結材にナットやボルト頭がめり込む事（座面陥没）を防止する、あるいは穴径がボルト径に比べて大きい場合、座面を安定させる場合などに用いられる。

### 緩みの防止
振動などによりボルト・ナットが緩むことを防ぐために用いられることもある。

### 気密
気密を保つために銅、アルミなどの軟質金属、ゴム、ポリカーボネート、PTFEなどの材質も使用される。この場合ガスケットと呼ばれることもある。

### 絶縁・導電
電気機器などで絶縁が必要な場合のために、紙製やプラスチック製のワッシャーが用いられることがある。逆に、アースとして利用される部位では必ず導電性のある金属製のものを用いなければならない。

## 種類

### 平座金

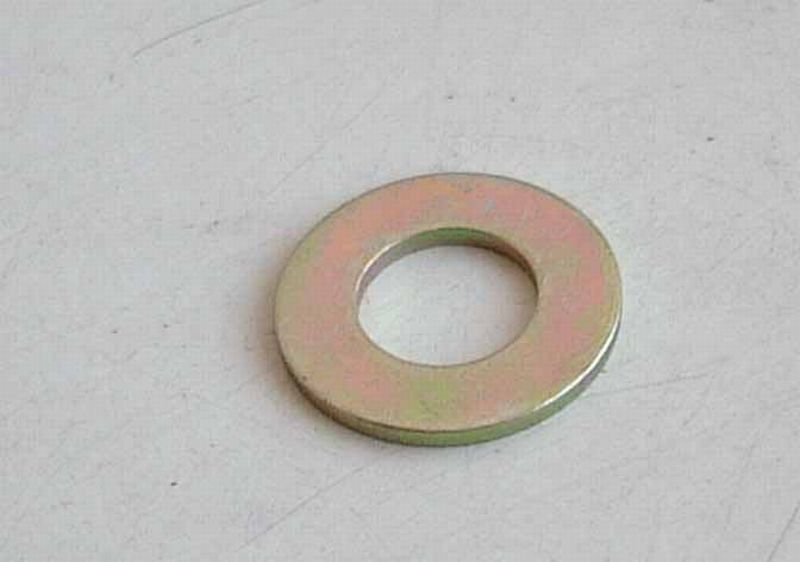
平座金

平ワッシャー（英: plain washer）、規格：JIS B 1256。
平らな円盤状のもの。ねじに対して通し穴が大きい場合や軟質材料など、軸力に対して十分な座面が得られない場合に用いられる。被締結物に対し強度が大きく違うと座面陥没の発生する恐れがあるため、座面強度と軸力を考慮して選定する必要がある。

### ばね座金

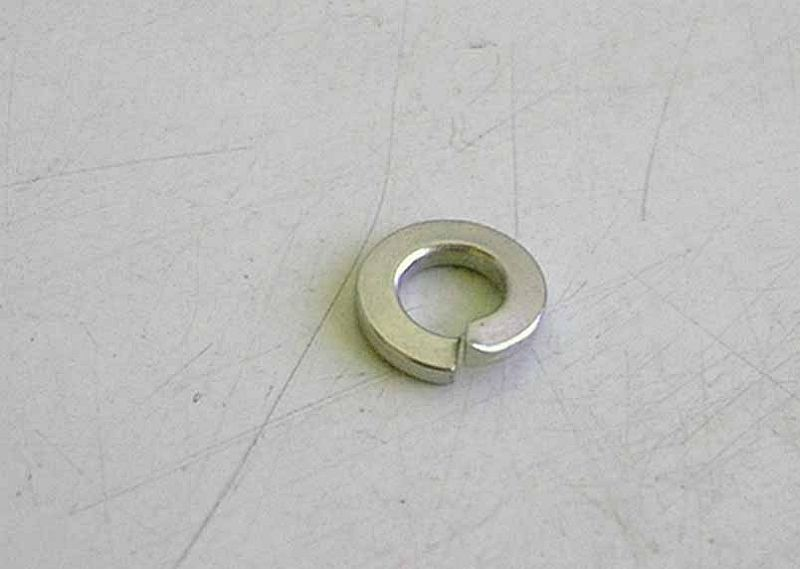
ばね座金

スプリングワッシャー（英: spring washer）、規格：JIS B 1251。
平座金の一部を切断し、切り口をねじることによりばね作用を持たせたもの。右ねじに対して緩み止め効果を発揮するために、切り口を手前にしたときに右側が上になるようにねじられており、上からボルトを差し、スプリングワッシャー、被固定物、ナットの順で締める。
振動部における緩み防止効果は限定的であり、ばね座金を使用するとより小さい力で緩んでしまう可能性が三次元有限要素法解析により示されている。すなわち、ばね座金は万能ではなく適切な条件下で使用すべきである。
ばね座金の角部がナット座面に食い込み引っかかるような効果により緩みにくさを得ていることが示唆されているが、この角部を中心とした回転により小さい力で緩んでしまうことも同時に示唆されている。

### 皿ばね座金
規格：JIS B 1252。
皿ばねの形状をした座金。ばね座金に比較してばね定数が高いため、高力ボルトに対して用いられる。

### 歯付き座金
菊座金、規格：JIS B 1255。

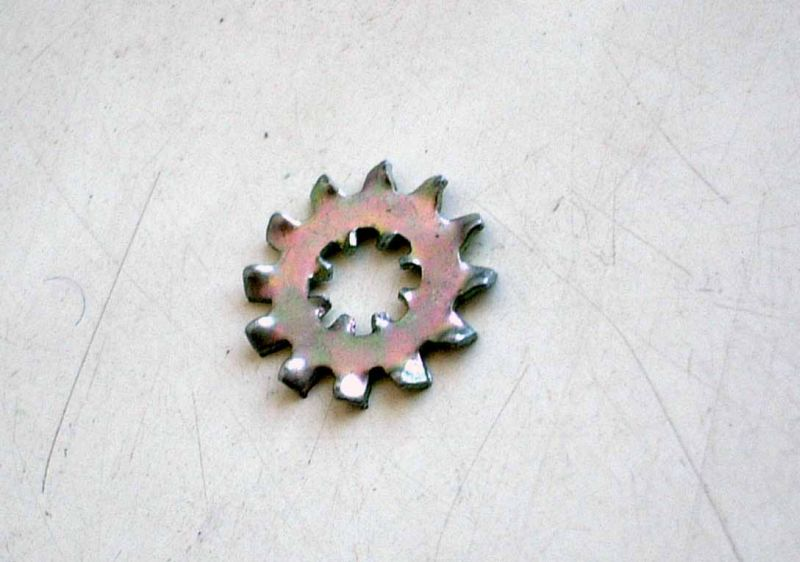
歯付き座金（菊座）

座金の外側あるいは内側が菊の花びらのように多数の歯があり、その先端はねじられている。ボルト・ナットを締め付ける際にねじられた部分がつぶされることによって過大な軸力を防ぐ。このため歯の部分を完全につぶしてはならない。
歯付き座金には以下の種類がある。
- 内歯形
- 外歯形
- 皿形
- 内外歯形

### 転がり軸受用座金
規格：JIS B 1554。
ベアリングナットとともに用いられ内側には一枚の歯、外側には多数の歯がある。内側の歯を軸に切った溝に嵌め、外側の歯のうちいずれかをベアリングナット外周にある溝に対して折り込み、緩みを防止する。

### 球面座金
規格：JIS B 5213。
座面の片側が凸と凹の球面になったものが一対で用いられる。任意の角度で締め付けることができる。

### ロックワッシャー
内側が軸に食い込み、外側がナットの角に対してラッチの作用をして緩みを防止する。

### テーパーワッシャー
四角形で両面が平行でなく一定の角度が付けられた座金。母材にたいして穴の座面が水平でない型鋼などに使われる。

### 波形座金

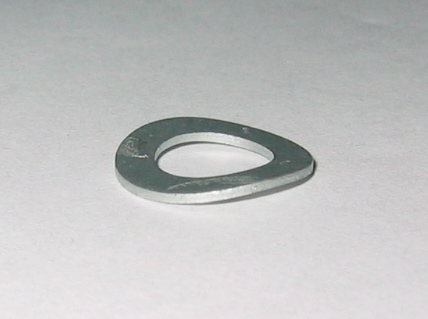
波形座金

ウェーブワッシャー。ばね鋼製の平座金を波型に曲げたもの。つぶされる事によりばねの働きをして軸方向の隙間を除去する。
ネジの緩み止めや脱落防止のために用いられる場合もある。スプリングワッシャーの場合は、切り口から母材を保護するために平ワッシャーを入れる事があるが、ウェーブワッシャーの場合は必要ない。またスプリングワッシャーよりも薄手のため、ボルトの突き出し量が小さい所にも使用出来る。

## 座金に似た物

### 卵ラグ

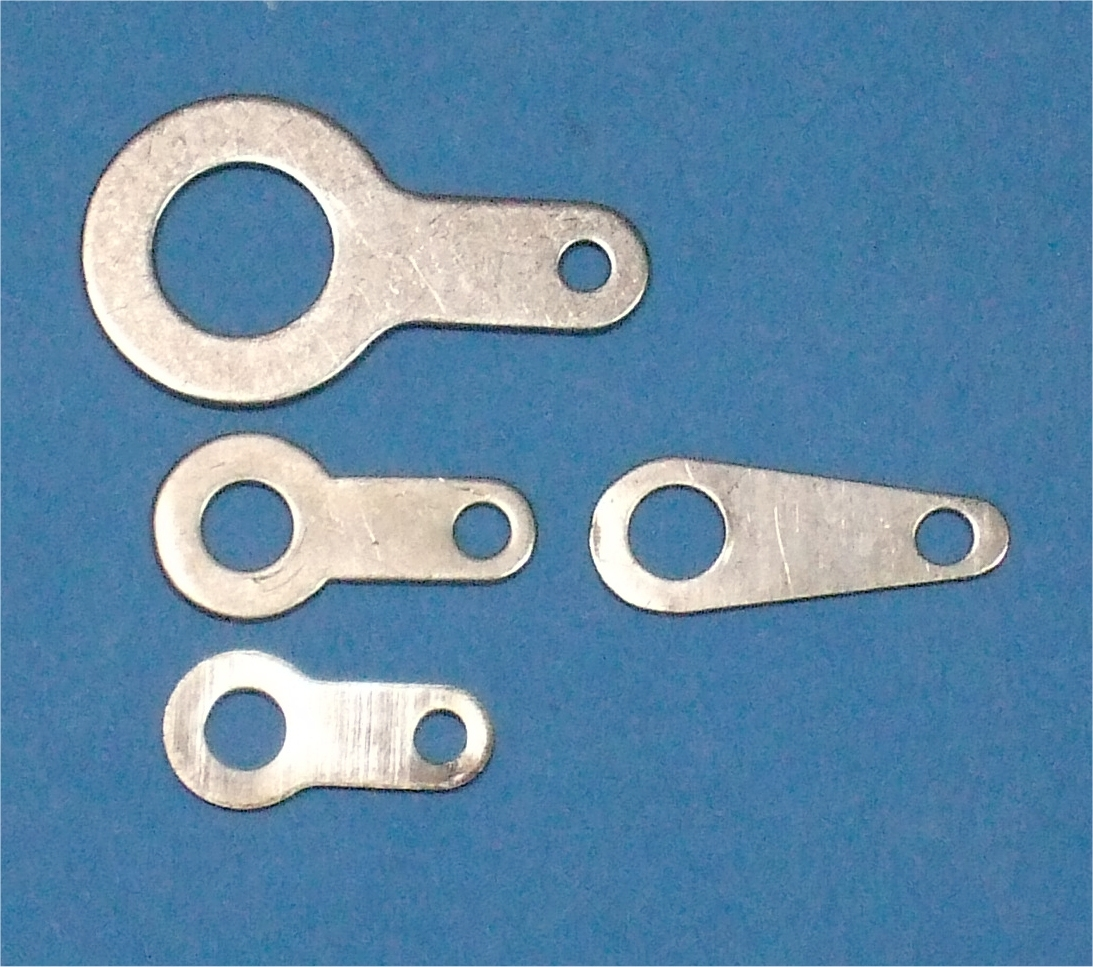
卵ラグ。大きな穴はビスを通すための穴で、小さな穴はリード線をはんだ付けするための穴。

平座金にリード線をはんだ付けできるような端子部分がある金物。プリント基板を金属製の筐体に、ビス、ナット、平座金、ばね座金で取り付ける時などに、平座金のようにビスに通し、電気的な接続が得られるように用いる。また、金属の筐体、金属板等にビス穴を開け、そこにビス、平座金、スプリング座金、ナットと共に挟み込み、筐体や金属板等とリード線とを電気的に接続したい時にも用いられる。このような部品を卵ラグという。英語では solder lug、solder lug terminal、terminal lug solder ring などという。